# Simón García
 Simón García, né le 19 avril 2007 à Corella, est un footballeur espagnol qui joue au poste de gardien de but au CD Basconia.

## Biographie

### Carrière en club
Né à Corella en Espagne, Simón García est formé par l'Athletic Club, où il est vite identifié comme un des joueurs les plus prometteurs du centre de formation. Il y joue d'abord avec le CD Basconia en championnat d'Espagne de cinquième division à partir de la saison 2024-2025.

### Carrière en sélection
En juin 2025, García est convoqué avec l'équipe d'Espagne des moins de 19 ans pour participer au Championnat d'Europe des moins de 19 ans qui a lieu en Roumanie.
L'Espagne l'emporte en demi-finale contre l'Allemagne, sur le score de 6-5 après des prolongations et un match riche en retournements,. Elle s'incline ensuite face aux Pays-Bas lors de la finale, sur la plus petite des marges (0-1),.

## Palmarès
Espagne -19 ans
- Championnat d'Europe
  - Finaliste en 2025